# 巴拿馬國立體育館
巴拿马国家体育场（西班牙語：Estadio Nacional de Panamá），也称为罗德卡鲁国家体育场，是巴拿马共和國巴拿马城的一个多功能体育场。 该体育场可容纳27,000人，建于1999年。它目前主要用于国家联盟的棒球比赛和巴拿马国家棒球队的比赛。
2013年世界棒球经典赛資格賽在這個体育场举行，由巴拿马、巴西、哥伦比亚和尼加拉瓜的国家棒球队参加。纽约洋基队和迈阿密马林鱼队于2014年3月15日和3月16日在球场安排了两场春季训练表演赛。